# Margarita Espinosa Blas
Margarita Espinosa Blas (Río Verde San Luis Potosí, s.f.), es una historiadora mexicana y profesora investigadora en la Universidad Autónoma de Querétaro (abreviado como UAQ). Fue directora de la Facultad de Filosofía de dicha universidad entre los años 2015-2021 y forma parte del Núcleo Académico Básico de la Maestría en Estudios Históricos de la UAQ.

## Sus primeros años
Sus estudios de preparatoria fueron en el CEDART Miguel Bernál Jiménez, lo que la involucro en diversas actividades artísticas, principalmente en el teatro.
Margarita formó parte de un grupo teatral. Sin embargo, sus relaciones con el teatro la llevaron a vincularse con personas dedicadas a la historia, una de ellas sería su maestra directora de tesis durante la licenciatura, la Dra. Teresa Cortés Zavala, de la Universidad Michoacana de San Nicolas de Hidalgo.
En 1990 viajó por primera vez fuera de México, siendo Cuba su destino.  Ese año fue simbólico para la historia, ya que un año antes, en 1989, el mundo había atestiguado la caída del Muro de Berlín y la crisis del socialismo. Lo anterior le despertó un interés por la historia del Caribe y la llevó a visitar Cuba en más de una vez para realizar sus estancias de investigación y su tesis de  doctorado sobre la historia cubana.

## Sobre la Historia
Sobre los grandes retos del ejercicio del historiador esta investigadora indica que se encuentra el de regresar a la Historia total propuesta por los Annales. Considera que no hay que perder de vista las dimensiones que hay alrededor y lo que está en juego en el presente. La conciencia del presente ayuda al historiador a preguntarse cómo se va a interpelar el pasado. A partir de este ejercicio reflexivo se va reposicionar al sujeto que está estudiando el pasado. Señala la importancia  de generar el diálogo entre la historia y otras disciplinas.

## Educación
Estudió una licenciatura en Historia en la Universidad Michoacana de San Nicolás de Hidalgo (abreviada como UMSNH. Posteriormente  hizo un maestría y un doctorado en Estudios Latinoamericanos en la Universidad Nacional Autónoma de México (abreviado como UNAM).
Su tesis de licenciatura, El nacional y el hijo del ahuizote: Dos visiones de la Independencia de Cuba, 1895-1898 (1998), fue publicada a manera de libro por la Universidad Michoacana de San Nicolás de Hidalgo, cabe resaltar que fue su primer libro publicado. En este se analizan las dos visiones presentadas por los periódicos El nacional  y el Hijo del ahuizote, acerca de la Independencia de Cuba.
Su tesis de maestría, La política exterior de Mexico hacia Cuba, 1890-1902 (2004), fue seleccionada y publicada por la Secretaría de Relaciones Exteriores.
Su tesis de doctorado, titulada El Régimen de Porfirio Díaz visto desde Cuba.1890-1910 (2010), aborda un repaso del Porfiriato pero a través de las relaciones diplomáticas e internacionales de México con otros países, tal como es el caso de Cuba. En esta tesis Margarita recupera al francés Pierre Renouvin, quien remarca la necesidad recuperar aquellos documentos vinculados con la vida internacional de las naciones, mismos que darán una explicación de la imagen nacional. La autora señala que "existe una rica tradición historiográfica en la que se han abordado múltiples facetas de las relaciones pero no se ha explicado el tema".

## Líneas de investigación
Sus líneas de investigación están orientadas hacia la historia de la prensa, los imaginarios nacionales, los debates en torno a la nación, la historia de las relaciones internacionales de México y la historia de Cuba.

## Asociaciones académicas
En su búsqueda por distanciarse de la historiografía regional local, Margarita se involucró  en los congresos de la AMEC, esto le permitió presenta sus trabajos e investigaciones sobre Cuba.
Fue presidenta de la AMEC y durante su cargo, en el 2012, logró llevar a cabo un congreso de esta asociación dentro de la Universidad Autónoma de Querétaro.
La Red de Historiadores de la Prensa y el Periodismo en Iberoamérica le permitió mostrar sus trabajos  vinculados a la historia de la prensa.
Margarita ha formado parte de las siguientes organizaciones:
- Miembro de la Red de Historiadores de la Prensa y el Periodismo en Iberoamérica.[4]
- Miembro de la Red latinoamericana de estudios interdisciplinarios.
- Miembro de la Asociación Mexicana de Estudios del Caribe (abreviada como AMEC)
- Miembro del Consejo Consultivo del Acervo Histórico Diplomático Mexicano de la Secretaría de Relaciones Exteriores (SRE) del periodo 2019-2021.[5]

## Publicaciones
- “La interdisciplina en la Universidad Autónoma de Querétaro, un desafío impostergable. La experiencia de la Facultad de Filosofía”, 2017.[6]
- “El problema de los residuos sólidos urbanos en el Municipio de Santiago de Querétaro. Una visión en perspectiva histórica", 2017.[7]
- “La proyección de México en Cuba: La estela del artilugio 1886- 1910”, 2011.[8]
- “El relato nacional en el espacio local de Querétaro”, 2011.
- “El Caribe y sus vecinos de “Tierra Firme”. Intereses norteamericanos y mexicanos en la región”, 2010.
- “De México a La Habana. Huellas de un imaginario nacional mexicano. 1890-1910”, 2010.
- “De la caída de Díaz al asesinato de Madero: Lecturas cubanas”, 2009.
- La política exterior de México hacia Cuba, 1890-1902, 2004
- El Nacional y El Hijo del Ahuizote : dos visiones de la independencia de Cuba, 1895-1898, 1998.

## Reconocimientos
En el 2002 obtuvo el Premio internacional Genaro Estrada a la mejor investigación en Historia Diplomática en México, otorgado por la Secretaría de Relaciones Exteriores. Este premio le valió la publicación de su tesis de maestría a libro, titulado La política exterior de México hacia Cuba, 1890-1902 (2004).